# Marché de gros

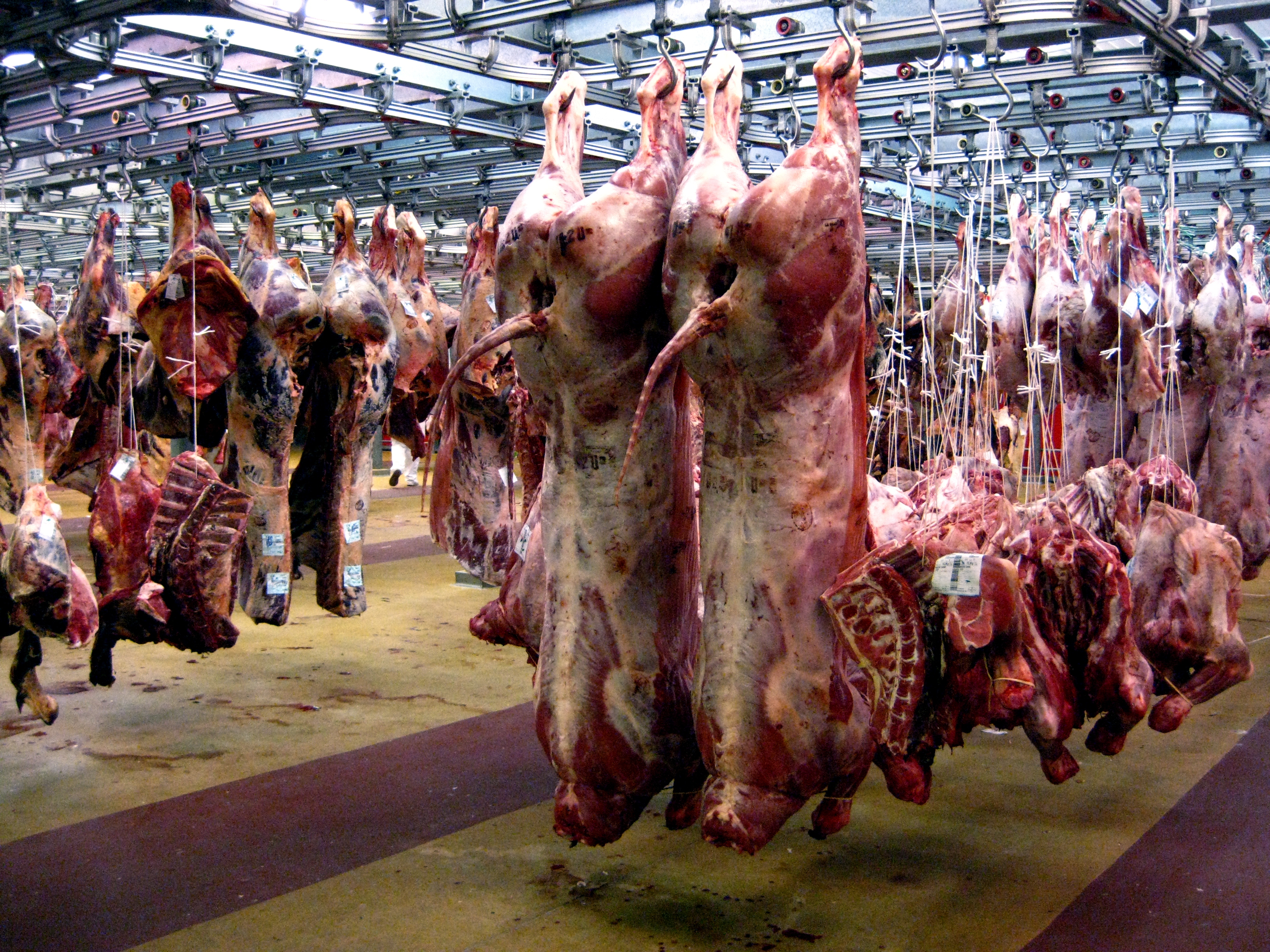
Carcasses bovines au marché de Rungis.

Un marché de gros, aussi appelé marché-gare (à ne pas confondre avec une gare aux marchandises ferroviaire), est un marché dans lequel est pratiqué le commerce de gros. En France, certains marchés de gros ont reçu un statut particulier de marché d'intérêt national (MIN).
Ce terme est utilisé dans le commerce des produits alimentaires mais il peut aussi être utilisés pour d'autres échanges commerciaux, dont les autres produits transformés mais aussi dans le domaine de l'énergie.

## Définition
Le marché de gros est un lieu d'échange destiné aux professionnels, particulièrement entre des grossistes et des détaillants. Les grossistes y jouent le rôle d’intermédiaires en sélectionnant puis en revendant des marchandises aux détaillants. Ces derniers proposent ensuite ces produits aux consommateurs dans leurs commerces dédiés. Certains marchés de gros bénéficient d’un statut particulier avec les Marchés d'Intérêt National (MIN) qui ont pour objectif de diminuer le nombre d’intermédiaires entre les producteurs et les consommateurs.
Ce terme n'est pas uniquement utilisé pour des produits alimentaires et peut parfaitement désigner tout type de marché tel que celui de la production et la revente d'électricité, notamment en France ou tout type d'énergie, notamment dans l'Union Européenne.

## Marché de gros alimentaire
Dans le commerce de gros français, les fournitures alimentaires représentent 12 % des grossistes, 18 % du chiffre d’affaires, 17 % des emplois du commerce de gros total. Dans ce marché ne fournissant que des produits alimentaires, les produits frais représente 38 % des entreprises.